# Kanembou (langue)
Pour les articles homonymes, voir Kanembou et kbl.
 (janvier 2015).
Le kanembou (ou kanembu) est une langue nilo-saharienne parlée au Tchad par la plupart des Tchadiens de toute horizon, principalement dans les régions du Kanem, du Lac et du Hadjer-Lamis par La langue Kanembou est parlée par plus de 877 200 personnes en 2019.

## Description
Le kanembou est proche du gorane dont certains verbes ont les mêmes bases telles que : yahm (boire) en kanembou et en gorane, gone (prendre) en kanembou et gorane et bien d'autres mots et verbes.

### Pronoms personnels
- wou = je
- ni = tu
- ti = il ou elle
- yendi = nous
- nondi = vous
- tendi = ils ou elles

### Chiffres Kanembou
| Kanembou | Français | Anglais |
| -------- | -------- | ------- |
| Toullo   | un       | one     |
| Yindi    | deux     | two     |
| Yakkou   | trois    | three   |
| Diyaou   | quatre   | four    |
| Ouh      | cinq     | five    |
| Arakou   | six      | six     |
| Toulour  | sept     | seven   |
| Wouskou  | huit     | eight   |
| Louar    | neuf     | nine    |
| Miew     | dix      | ten     |

## Classification
Le kanembu fait partie du sous-groupe des langues kanouri, rattaché aux langues sahariennes. Ces dernières forment une des branches de l'ensemble nilo-saharien.

## Écriture
Le kanembou est écrit avec l'alphabet latin adapté.
| a | b | c | d | e | ə | f | g | h | i | j | k | l | m | n | o | p | r | s | t | u | w | y |

Les lettres accentuées ‹ â, ê, î, ô, û › sont aussi utilisées. L’orthographe utilise les digrammes ‹ mb, nd, ng, nj ›.
L’alphabet arabe adjami, appelé « ba-ta-ta », a été utilisé pour l’écriture de l’ancien kanembou, depuis le temps du maï Dounama Dibalami, et encore aujourd’hui en tarjumo ou dans les ouvrages religieux.
| 1. A ( ٱ ) – Aliou           |
| 2. B (پ) – Bah               |
| 3. T (ت)- tah                |
| 4. Ŝ ( ث ) – Thouma-tholodou |
| 5. G ( ج ) – Djoum           |
| 6. H ( ح ) Hah ngandou       |
| 7. Ĥ ( (خ ) Ha Intchia       |
| 8. D ( د ) – daal            |
| 9. Ď ( ذ ) – Zal             |
| 10. R ( ر ) – Rah            |
| 11. Z (ز ) – Zay             |
| 12. S ( س ) – Souni Ngandou  |
| 13. Ĉ (ش ) – Souni Intchia   |
| 14. Ŝ (ص ) – Saddou          |
| 15. Ś (ض ) – Daddou          |
| 16. Ť ( ط ) – tamouska       |
| 17. Ž (ظ ) – Zadoumouska     |
| 18. Ā ( ع ) – Aayne          |
| 19. Ġ ( غ ) – Ga-guine       |
| 20. F ( ف )- Fah             |
| 21. Q ( ق ) – Kowmi          |
| 22. K ( ك ) – Kolossour      |
| 23. L ( ل ) – Langatou       |
| 24. M ( م ) – Mougouri       |
| 25. N ( ڽ ) – Nonowdou       |
| 26. Ħ (ه ) – Hadjara         |
| 27. W ( و ) – Wow            |
| 28. Y ( ي )– Yakissou        |

## Lexique
- fada = maison, kassou = marché, kam = personne, saa = ami,
- kaw = soleil, kindaw = huile, dongou = hangar
- kou = aujourd'hui, nbouka = hier, boukadil = avant hier, wouyya = demain

## Sociolinguistique

### Statut
Le kanembou, comme toutes les autres langues nationales du Tchad, ne bénéficie d'aucun statut officiel.
L'article 9 de la Constitution dit : « Les langues officielles sont le français et l'arabe. La loi fixe les conditions de promotion et de développement des langues nationales ».